# Гарибова, Лидия Васильевна
Лидия Васильевна Гарибова (14 ноября 1933 — 8 апреля 2024) — российский миколог, заслуженный профессор МГУ.

## Биография
Родилась в Нагаево Магаданской области. Выросла в Москве.
В 1957 году окончила биолого-почвенный факультет МГУ по кафедре низших растений, квалификация: биолог-ботаник. С 2 января 1964 работала там же, с 1991 года профессор кафедры микологии и альгологии.
В 1964 году защитила кандидатскую диссертацию по теме «Биологические особенности различных штаммов культивируемого шампиньона и их связь с урожайностью».
В 1983 году защитила докторскую диссертацию по теме «Морфология, биология и систематика рода Agaricus Fr. emend. Karst.»
Читала курсы: «Микология», «Лихенология», «Происхождение, филогения и систематика грибов», «Основы культивирования грибов». Руководила работой спецсеминара «Филогения, происхождение и систематика грибов». Создала и читала первый в России курс по теории и практике промышленного грибоводства.
Подготовила более 20 кандидатов и 2 доктора наук.
Награждена медалью А. А. Ячевского, учреждённой Национальной Академией Микологии.
Скончалась 8 апреля 2024 года. Похоронена на Головинском кладбище.

## Семья
Отец — Василий Павлович Лазарев (1904—1965), инженер по строительству шоссейных дорог; мать — Лазарева (урожд. Осиновская; 1910—1972).
Сестра — Эльгена Васильевна Молодякова, историк, политолог.
Племянник — Василий Элинархович Молодяков, политолог, историк литературы.

## Публикации
Автор около 300 печатных работ, в том числе:
- Основы микологии: морфология и систематика грибов и грибоподоб. организмов: учеб. пособие / Л. В. Гарибова, С. Н. Лекомцева. — Москва : Товарищество науч. изд. КМК, 2005. — 220 с. : ил. ISBN 5-87317-265-X.
- В царстве грибов / Л. В. Гарибова. — Москва : Лесн. пром-сть, 1981. — 192 с.
- Дары подмосковного леса [Текст] / А. Н. Стрижев, Л. В. Гарибова. — Москва : Моск. рабочий, 1989. — 238,[2] с., [16] л. ил. ISBN 5-239-00366-1.
- Грибы в своем саду / Л. В. Гарибова. — Москва : Ин-т технол. исслед., 1993. — 166,[1] с. : ил. — (Серия «Человек и природа»). ISBN 5-87351-003-2.
- Грибы / Лидия Гарибова, Ирина Сидорова. — Москва : ABF, 1997. — 350 с., [36] л. ил. : ил. — (Энциклопедия природы России). ISBN 5-87484-046-Х.
- В царстве грибов [Текст] / Л. Гарибова. — Москва : Прибой, 1998. — 219, [2] с., [8] л. ил. : ил. — (Мир увлечений). ISBN 5-7735-0080-9.
- Грибы от весны до зимы / Л. В. Гарибова. — Москва : ОЛМА-Пресс, 2000. — 157, [2] с. : цв. ил. — (Энциклопедия в кармане). ISBN 5-224-01077-2.
- Азбука грибника / [Гарибова Лидия Васильевна]. — Москва : Дрофа-плюс, 2006 (Тверь : Тверской полиграфкомбинат детской литературы). — 319 с., [16] л. цв. ил. : ил. — (Полезная книга: от «А» до «Я»). ISBN 5-9555-0960-7.
- Грибы или Пленники «тихой охоты» : [Съедобные, несъедобные, ядовитые : В лесу, в городе, на огороде] / Л. Гарибова. — Москва : Микроник, 2001. — 109, [1] с. : ил., цв. ил. ISBN 5-901767-01-2.
- Грибы от А до Я : иллюстрир. справ. / Л. В. Гарибова. — Москва : Фитон+, 2004. — 191 с. : цв. ил. ISBN 5-93457-054-4.
- Популярный атлас-определитель. Грибы = Грибы / Л. В. Гарибова. — Москва : Дрофа, 2009. — 351 с. : цв. ил. ISBN 978-5-358-06775-2.
- Низшие растения. Учебное пособие. Гарибова Л. В., Горбунова Н. П., Сидорова И. И., Сизова Т. П. Год издания: 1975. Издательство МГУ Москва. 228 с.